# Frank Embacher

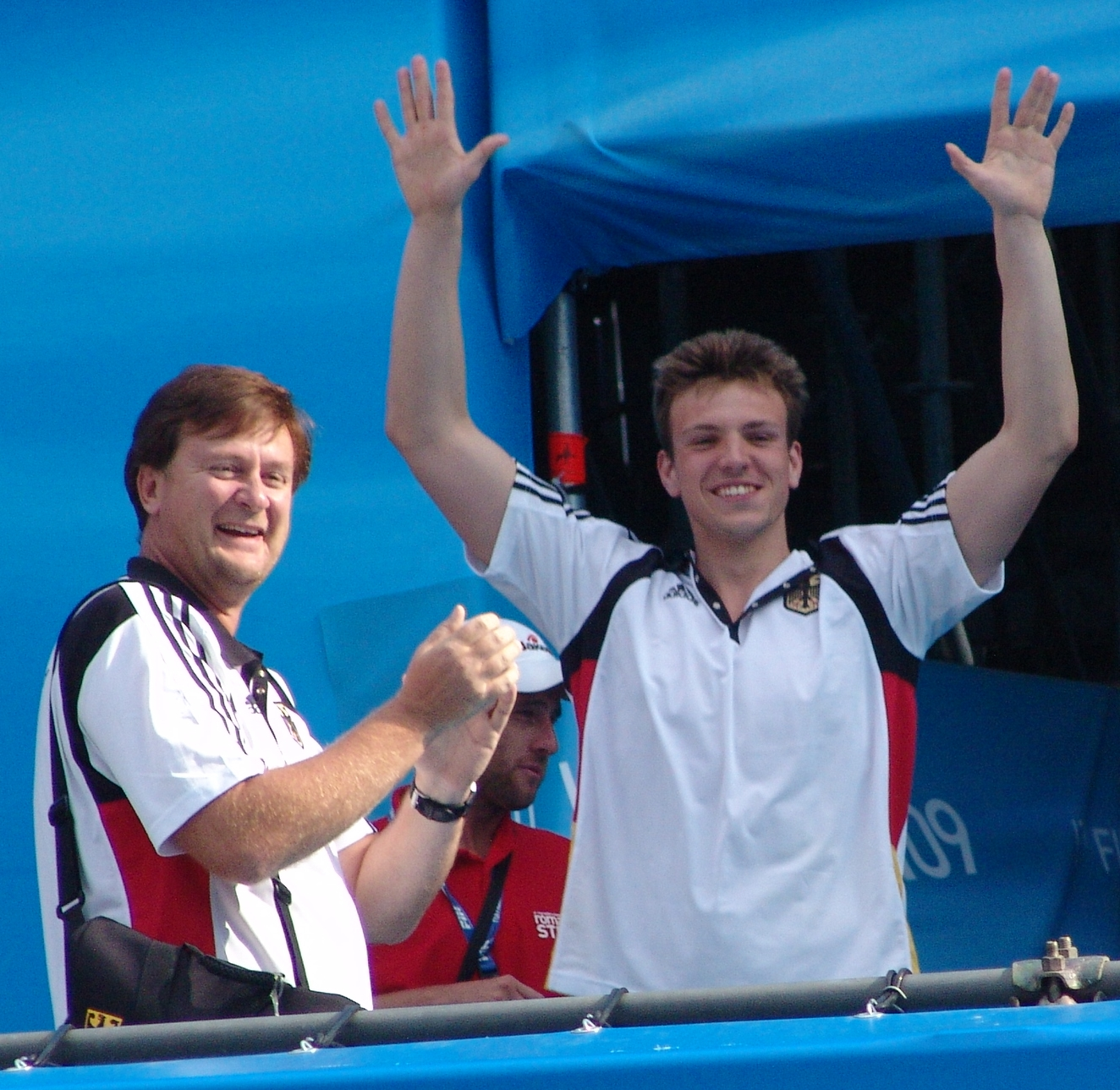
Frank Embacher (links) mit seinem Sportler Paul Biedermann (rechts) in Rom 2009

Frank Embacher (* 14. Januar 1964 in Leipzig) ist ein ehemaliger deutscher Schwimmer und derzeitiger Schwimmtrainer. Mit mehr als 80 internationalen Medaillen zählt er zu den erfolgreichsten Schwimmtrainern in Deutschland. Sechs seiner trainierten Sportler hatten an Olympischen Spielen teilgenommen: Stefan Pohl (2000), Paul Biedermann (2008, 2012, 2016), Daniela Schreiber (2012), Theresa Michalak (2012), David Thomasberger (2021) und Marek Ulrich (2021).

## Leben

### Laufbahn als Sportler
Embacher wuchs in Berlin auf und trainierte beim Turn- und Sportclub Berlin.
Anfang der 1980er Jahre gehörte Frank Embacher zu den besten Rückenschwimmern in der Deutschen Demokratischen Republik und gewann sechs Medaillen bei den DDR-Meisterschaften:
- 1981: Bronze über 100 m Rücken
- 1982: Bronze über 200 m Rücken
- 1983: Silber über 200 m Rücken und Bronze über 100 m Rücken
- 1985: Silber über 100 m und Silber über 200 m Rücken

1983 qualifizierte sich Embacher mit seinem Vizemeistertitel über 200 m Rücken für die Schwimmeuropameisterschaften in Rom im selben Jahr. Dort belegte er den 6. Platz. Bei den DDR-Kurzbahnmeisterschaften 1983 wurde er über 100 m Rücken DDR-Meister.

### Laufbahn als Trainer
1992 schloss Embacher sein Studium als Diplom-Sportlehrer mit Trainer-A-Lizenz ab und arbeitete bis Ende 2016 als Trainer beim SV Halle/Saale. Von 1994 bis 2000 und von 2003 bis 2016 war er dort als Bundestützpunktrainer aktiv. Sein Arbeitsvertrag wurde Ende 2016 ohne Nennung eines Grundes vom Deutschen Schwimm-Verband nicht verlängert. Seit August 2017 ist Embacher leitender Landestrainer des Sächsischen Schwimm-Verbandes in Leipzig und betreut die Spitzengruppe der SSG Leipzig.
Embacher gewann mit seinen Athleten über 80 internationale Medaillen bei Weltmeisterschaften, Europameisterschaften, Juniorenweltmeisterschaften und Junioreneuropameisterschaften. Zu seinen größten Erfolgen zählen 5 Weltmeistertitel, 18 Europameistertitel und 88 Deutsche Meister-Titel.
Er trainierte zudem zahlreiche Sportler, die sich für Olympische Spiele qualifizieren konnten. Sein bekanntester Schwimmer war Paul Biedermann, der u. a. viermal Weltmeister (Kurz- und Langbahn) und 13-mal Europameister wurde sowie an drei Olympischen Spielen (2008, 2012 und 2016) teilnahm. Britta Steffen wechselte nach den Olympischen Spielen im Sommer 2012 von Berlin nach Halle und trainierte bei Frank Embacher, unter dem sie ebenfalls einen Weltmeister-Titel holte, bevor sie im Herbst 2013 ihre Karriere beendete. Mit Stefan Pohl, Daniela Schreiber und Theresa Michalak konnten sich drei weitere Sportler seiner Trainingsgruppe für die Olympischen Spiele qualifizieren. Torsten Spanneberg nahm unter Embacher an Europa- und Weltmeisterschaften teil, dann wechselte er 2000 nach Berlin und nahm u. a. an den Olympischen Spielen 2000 (Gewinn der Bronzemedaille) und 2004 teil. Frank Embacher führte seinen Sohn Toni Embacher zu Europameisterschaften 2006, 2012 und zu erfolgreichen Junioreneuropameisterschaftsteilnahmen mit Medaillengewinnen.
Mehrere Welt-, Europa- und deutsche Rekorde wurden von seinen Schwimmern verbessert (5 Weltrekorde, 16 Europarekorde, 27 deutsche Rekorde).

### Persönliches
Frank Embacher heiratete die DDR-Schwimmerin Cornelia Polit. Gemeinsam haben sie einen Sohn, Toni Embacher, der ebenfalls im deutschen Schwimmsport sehr erfolgreich war.

## Auszeichnungen
- 2009, 2010, 2011, 2012: Bester Trainer der Region Halle (Stiftung Sport Region Halle)[8]
- 2009: Eintragung in das Goldene Buch der Stadt Halle/Saale[9]
- 2009: Mitteldeutscher Trainerpreis[10]
- 2010, 2016: Trainer des Jahres in der Kategorie "Nationalmannschaft" und 2004 Trainer des Jahres in der Kategorie "Jugend und Junioren Nationalmannschaft" (Deutsche Schwimmtrainer-Vereinigung)[11][12]